# Yixiu
Yixiu är ett stadsdistrikt i staden Anqing i provinsen Anhui i centrala Kina. Stadens administration har sitt säte i Yixiu. 
Distriktet är indelat i två stadsdelsdistrikt, tre köpingar, och två socknar.
Stadsdelsdistrikt (jiedao):

- Daqiao (大桥街道)
- Lingbei (菱北街道)

Köpingar (zhen):

- Dalongshan (大龙山镇)
- Luoling (罗岭镇)
- Yangqiao (杨桥镇)

Socknar (xiang):

- Baizehu (白泽湖乡)
- Wuheng (五横乡)